# C/1982 M1 (Austin)
C/1982 M1 (Austin) – kometa jednopojawieniowa, odkryta przez Rodneya Austina w 1982 roku.